# Banksia aquilonia
Banksia aemula é uma espécie de arbusto da família Proteaceae endêmica da Austrália. Foi descrita cientificamente pelo botânico Alex George.